# Pezzolo Valle Uzzone
Pezzolo Valle Uzzone es una localidad y comune italiana de la provincia de Cuneo, región de Piamonte, con 345 habitantes.

## Evolución demográfica
| Gráfica de evolución demográfica de Pezzolo Valle Uzzone entre 1861 y 2001 |
|                                                                            |
| Fuente ISTAT - elaboración gráfica de Wikipedia                            |